# Súng máy hạng nhẹ Type 92
Súng máy 7.7mm kiểu 92 (九二式七粍七機銃 Kyūni-shiki nana-miri-nana kijū), được biết nhiều với tên Shiki 92, là loại súng máy được thiết kế như một loại súng phòng không. Đây là loại súng máy tiêu chuẩn có thể di chuyển được lắp đặt cố định trên hầu hết các máy bay chiến đấu của Đế quốc Nhật Bản trong những năm đầu của Chiến tranh thế giới thứ hai trên mặt trận Thái Bình Dương. Tuy nhiên nó lại không hiệu quả trong việc phòng không và bị thay thế bởi các loại súng máy Shiki 1, Shiki 2 và pháo Shiki 99.
Nó khá giống với khẩu LMG Lewis nhưng sử dụng loại đạn 7.7x58mm Arisaka thay vì loại đạn .303 British cùng một số thay đổi trong hệ thống làm mát nòng súng, hộp đạn tròn với nhiều đạn hơn và tay cầm thích hợp với binh lính Nhật hơn.